# Колонна Памфили, Пьетро
Пьетро Колонна Памфили (итал. Pietro Colonna Pamphili; 7 декабря 1725, Рим, Папская область — 4 декабря 1780, Верона, Венецианская республика) — итальянский куриальный кардинал, папский дипломат и доктор обоих прав. Титулярный архиепископ Колосса (28 января 1760 — 26 сентября 1766). Апостольский нунций во Франции (20 февраля 1760 — 26 сентября 1766). Камерленго Священной Коллегии кардиналов (17 февраля 1777 — 30 марта 1778). Кардинал-священник с 26 сентября 1766 года, с титулом церкви Санта-Мария-ин-Трастевере с 1 декабря 1766 года.

## Биография
3-й (младший) сын дона Фабрицио II Колонна (1700—1755), князя и герцога Палиано, и доньи Катерины Зефирины Сальвиати. Младший брат Лоренцо II (1723—1779), князя и герцога Палиано, и кардинала Маркантонио Колонны-младшего. Правнук Лоренцо I Онофрио, внучатый племянник кардинала Карло Колонны. В 1766 году добавил к своей фамилии Памфили — фамилию своей бабушки с отцовской стороны.